# Kulitan

Kulitan-Zeichen

Kulitan (spanisch: cúlitan), auch bekannt als súlat Kapampángan und pamagkulit, ist eines der verschiedenen indigenen Schriftsysteme auf den Philippinen.
Kulitan ist eine Schrift nach dem Abugida-Prinzip (auch Alphasyllabar genannt) – ein Schriftsystem, bei dem Konsonanten-Vokal-Folgen als Einheit geschrieben werden und einen inhärenten Vokallaut besitzen, der durch diakritische Zeichen verändert werden kann.

## Geschichte
Kulitan wurde zum Schreiben von Kapampángan, einer hauptsächlich in Zentralluzon gesprochenen Sprache, verwendet, bis es nach und nach durch das lateinische Alphabet ersetzt wurde.
Die genauen Ursprünge der Kulitan-Schrift sind zwar ungewiss, aber letztlich leitet sie sich von der südasiatischen Brāhmī-Schrift ab. In Pampanga wurden bereits im frühen 16. Jahrhundert spezielle Formen für vier Buchstaben entwickelt, die sich von den in der spanischen Kolonie verwendeten unterscheiden. Die heute verwendete Schrift ist jedoch eine modernisierte Version der alten Schrift, bei der die Konsonanten gestapelt werden, was sie näher an Schriften wie Birmanisch, Khmer und Tibetisch bringt.
Philippinische Nationalisten pampanganischer Abstammung wie Aurelio Tolentino und Zoilo Hilario verwendet die Kulitan-Schrift in ihren Streitschriften gegen die Spanier zu und die eindringenden US-Amerikaner.

## Unicode
Derzeit gibt es aktive Versuche, die Verwendung der Schrift wiederzubeleben.
Es gibt auch einen Vorschlag von Anshuman Pandey vom Fachbereich Linguistik der Universität Berkeley, die Schrift in Unicode zu kodieren, und Vorschläge, die Schrift wiederzubeleben, indem sie in öffentlichen und privaten Schulen mit Kapampangan-Mehrheit unterrichtet wird.